# Милош Павлович (шахіст)
Милош Павлович (серб. Милош Павловић; нар. 5 січня 1964) — сербський шахіст, гросмейстер від 1995 року.

## Шахова кар'єра
Неодноразово брав участь у фіналах чемпіонатів Югославії i Сербії, найвищого успіху досягнув 2002 року в місті Баня-Ковиляча, де (на дограванні) здобув звання чемпіона Югославії. 2003 року представляв свою країну на командному чемпіонаті Європи, який відбувся в Пловдиві.
Досягнув низки успіхів на міжнародній арені, виграв чи поділив 1-ше місце, зокрема, в таких містах, як:
- Біль — двічі на турнірах за швейцарською системою (1998, одноосібно, а також 2002, разом з Даном Цолером, Борисом Аврухом i Хуленом Луїсом Арісменді Мартінесом),
- Копенгаген (1990, разом з Б'єрном Брінком-Клауссеном i Трестуром Тоургалльссоном),
- Белград (1991),
- Кап д'Агде (2002, разом з Младеном Палацем, Сірілом Марселіном, Вадимом Малахатьком, Михайлом Бродським, Борисом Чаталбашевим, Робером Фонтеном, Мануелем Апісельєю i Олексієм Безгодовим),
- Відень (2003, разом із, зокрема, Штефаном Кіндерманном, Костянтином Ландою, Ніколаусом Штанецом, Мікулашом Манеком i Еміром Діздаревичом),
- Оберварті (2003, разом з Володимиром Бурмакіним, Андрієм Шаріяздановим, Семеном Двойрісом i Ференцом Берекешем),
- Нікея (2005, разом з Дмитром Свєтушкіним i Ніколозом Манагадзе),
- Ньюпорт (2006),
- Ленк-ім-Зімменталь (2007, разом із, зокрема, Андрієм Соколовим, Михайлом Стояновичем i Звулоном Гофштейном),
- Белград (2008).

Найвищий рейтинг Ело дотепер мав станом на 1 жовтня 2003 року, досягнувши 2582 пунктів, посідав тоді друге місце (позаду Бранко Дамляновича) серед шахістів Сербії і Чорногорії.

## Зміни рейтингу
| На цьому місці має відображатися графік чи діаграма, однак з технічних причин його відображення наразі вимкнено. Будь ласка, не видаляйте код, який викликає це повідомлення. Розробники вже працюють для того, щоби відновити штатне функціонування цього графіка або діаграми. | |
| | На цьому місці має відображатися графік чи діаграма, однак з технічних причин його відображення наразі вимкнено. Будь ласка, не видаляйте код, який викликає це повідомлення. Розробники вже працюють для того, щоби відновити штатне функціонування цього графіка або діаграми. |